# Enos Strate
Pour les articles homonymes, voir Enos et Strate.
Enos Strate est un personnage de fiction créé pour la série télévisée Shérif, fais-moi peur, dans laquelle il est interprété par Sonny Shroyer. Il aura également sa série dérivée intitulée Enos.

## Biographie fictive
Enos est né dans la zone non incorporée du comté de Hazzard dans l’État de Géorgie. Enfant, il était ami avec les cousins Bo et Luke Duke. À l'âge de seize ans, il s'inscrit à l'école de police de Hazzard, et décroche son diplôme à dix-neuf ans avant d'être embauché comme shérif-adjoint du Comté de Hazzard par Jefferson Davis « Boss » Hogg. Il travaille également avec Cletus Hogg, également adjoint, qui est le cousin de Boss Hogg.
Malgré la corruption ambiante à Hazzard, Enos reste toujours honnête et droit. Il a un faible pour Daisy Duke. Cette dernière s'en sert pour déjouer avec ses cousins Bo et Luke les plans de Boss Hogg et du shérif Rosco P. Coltrane.
Enos fait souvent des bourdes et est la risée de son patron. Cependant, il est très doué dans les courses-poursuites notamment celles avec les cousins Duke, au volant de leur Dodge Charger de 1969, surnommée « General Lee ».
Après avoir arrêté deux importants criminels à Hazzard, Enos Strate est recruté dans une branche spéciale du Los Angeles Police Department. Par la suite, il revient cependant travailler à Hazzard. 
À la fin de la série, il retourne à Los Angeles. Il fait notamment partie du SWAT, puis devient inspecteur du LAPD.

### Personnalité
Enos est poli et timide, parfois empoté.
Dans sa propre série télévisée, Enos, le personnage est un peu plus intelligent.

## Œuvres où le personnage apparaît

### Télévision
- 1979-1985 : Shérif, fais-moi peur (The Dukes of Hazzard) (série télévisée) - interprété par Sonny Shroyer
- 1980-1981 : Enos, saison unique de 17 épisodes (série télévisée spin-off) - interprété par Sonny Shroyer
- 1983 : Alice, Saison 8 - épisode 1. Sonny Shroyer reprend son personnage dans un épisode de cette série où apparaît également le personnage de Boss Hogg, qui a une liaison avec Jolene Hunnicutt.
- 1997 : Shérif Réunion (The Dukes of Hazzard: Reunion!) (téléfilm) de Lewis Teague - interprété par Sonny Shroyer
- 2000 : Les Duke à Hollywood (The Dukes of Hazzard: Hazzard in Hollywood) (téléfilm) de Bradford May - interprété par Sonny Shroyer
- 2007 : Shérif, fais-moi peur : Naissance d'une légende (The Dukes of Hazzard: The Beginning) (téléfilm) de Robert Berlinger - interprété par Adam Shulman

### Cinéma
- 2005 : Shérif, fais-moi peur (The Dukes of Hazzard) de Jay Chandrasekhar - interprété par Michael Weston